# Musikjahr 1638
Liste der Musikjahre

◄◄ | ◄ | 1634 | 1635 | 1636 | 1637 | Musikjahr 1638 | 1639 | 1640 | 1641 | 1642 | ► | ►►

Weitere Ereignisse
Dieser Artikel behandelt das Musikjahr 1638.

## Ereignisse
- 06. Februar: Luminalia, eine von Sir William Davenant geschriebene und von Inigo Jones entworfene Masque mit Musik von Nicholas Lanier wird am englischen Hof aufgeführt.
- Die Oper La maga fulminata von Benedetto Ferrari und Francesco Manelli wird am Teatro San Cassiano in Venedig uraufgeführt.

## Instrumental- und Vokalmusik (Auswahl)
- Antonio Maria Abbatini – Il quinto libro di sacre canzoni a due, tre, quattro, e cinque voci ... opera nona, Rom: Lodovica Grignani
- Stefano Bernardi – Messe a otto voci, Venedig
- Antonio Cifra – Sacrae cantiones zu zwei, drei, vier, sechs und acht Stimmen, Rom: Vincenzo Blanco (posthum veröffentlicht)
- Nicolas Formé – Ecce tu pulchra es, Paris: Ballard (zweichörige Motetten)
- Samuel Mareschall – 38 Psalmen Davids Lobwassers
- Claudio Monteverdi – Madrigali guerrieri, et amorosi con alcuni opuscoli in genere rappresentativo, che saranno per brevi Episodij fra i canti senza gesto. Libro ottavo di Claudio Monteverde Maestro di Capella della Serenissima Republica di Venetia, Venedig: Alessandro Vincenti (achtes Buch der Madrigale zu fünf Stimmen)
- Giovanni Felice Sances – Stabat mater

## Musiktheater
- Benedetto Ferrari und Francesco Manelli – La maga fulminata, uraufgeführt in Venedig

- Claudio Monteverdi – Il combattimento di Tancredi e Clorinda (uraufgeführt 1624 in Venedig und veröffentlicht in: Madrigali guerrieri et amorosi … libro ottavo, 1638)
- Michelangelo Rossi – Andromeda, uraufgeführt in Ferrara

## Geboren

### Geburtsdatum gesichert
- 09. April: Charles Couperin, französischer Organist und Cembalist († 1679)
- 15. Juli: Giovanni Buonaventura Viviani, italienischer Komponist († 1692)

### Genaues Geburtsdatum unbekannt
- Diogo Dias Melgás, portugiesischer Komponist († 1700)
- Augustin Grieninger, deutscher Augustinerchorherr, Komponist und Dichter († 1692)

## Gestorben

### Todesdatum gesichert
- 21. Januar: Ignazio Donati, italienischer Organist, Kapellmeister und Komponist (* um 1570)
- 00. Januar: René Mézangeau, französischer Lautenist und Komponist (* um 1568)
- 06. März: Zacharias Schäffer, deutscher Komponist und Historiker, Professor der Beredsamkeit an der Universität Tübingen (* 1572)
- 06. Mai: Vincenzo Ugolini, italienischer Kapellmeister und Komponist (* um 1580)
- 27. Mai: Nicolas Formé, französischer Sänger, Komponist und Geistlicher (* 1567)
- 23. September: Daniel Friderici, deutscher Komponist und Kantor (* 1584)

### Genaues Todesdatum unbekannt
- Thomas Avenarius, deutscher Organist und Komponist (* um 1587)
- Giovanni Pietro Berti, italienischer Sänger, Organist und Komponist (* um 1590)
- Elway Bevin, englischer Organist, Komponist und Musiktheoretiker (* um 1554)
- Gottfried Fritzsche, deutscher Orgelbauer (* 1578)
- Francis Pilkington, englischer Komponist, Lautenist und Sänger (* um 1570)
- John Ward, englischer Komponist (* 1571)
- John Wilbye, englischer Komponist (* 1574)

### Gestorben um 1638
- Settimia Caccini, italienische Komponistin und Sängerin (* 1591)
- Alessandro Piccinini, italienischer Komponist, Lautenist und Theorbenspieler (* 1566)